# アーロン・シラーギ
- アロン・シラギ
- スィラージ・アーロン[1]

アーロン・シラーギ (ハンガリー語:Szilágyi Áron, ハンガリー語: [ˈsilaːɟi ˈaːron], 1990年1月14日-) は、ハンガリーのフェンシング選手。
種目はサーブル。右利き。
弱冠18歳で北京五輪に出場し、後にロンドン、リオ、東京で同種目史上初の五輪3連覇を果たす。ハンガリーでは日本同様苗字を先に書く文化があるため、現地ではシラーギ・アーロンの順で表記される。